# Швитер, Анри Сезар Огюст
Анри Сезар Огюст Швитер (фр. Henri César Auguste Schwiter; 1768—1839) — французский военный деятель, бригадный генерал (1812 год), барон (1808 год), участник революционных и наполеоновских войн.

## Биография
Родился в семье Анри Швитера (фр. Henri Georges Schwiter; —1792), который служил старшим сержантом в Швейцарской гвардии и погиб 10 августа 1792 года при штурме Тюильри, и его супруги Катрины Гужро (фр. Catherine Henriette Gougerot; 1743—1820). Был женат на Марие Брюкнер (фр. Marie Madeleine Bruckner; 1773—), от которой имел сына.
31 июля 1772 года в возрасте четырёх лет определён сыном полка в Швейцарскую гвардию, где служил его отец. 31 декабря 1785 года произведён в капралы. 15 января 1792 года переведён в звании капрала в Конституционную гвардию короля Людовика XVI. 5 июня 1792 года данная гвардия была распущена. После падения монархии вступил 6 сентября 1792 года волонтёром в роту секции Четырёх наций, уже 11 сентября был избран капралом. Служил в Армии Центра. 22 сентября записался добровольцем в батальон Пон-Нёф (также известный как 19-й батальон волонтёров Парижа). 23 сентября стал сержантом данного батальона, 9 ноября – старшим сержантом и 18 ноября – младшим лейтенантом. Принимал участие в кампаниях 1792-93 годов в рядах Северной армии. 3 апреля 1793 года стал лейтенантом, а уже на следующий день – капитаном. С 1793 по 1794 годы в рядах Арденнской армии. 21 марта 1794 года определён в ходе первой амальгамы в 86-ю пехотную полубригаду в составе Мозельской армии. 30 декабря 1795 года был ранен пулей в правую ногу при осаде Мангейма. 20 февраля 1796 года зачислен в штаб 103-й полубригады линейной пехоты в составе Рейнско-Мозельской армии. 6 октября 1796 года захвачен в плен австрийцами. 19 июля 1797 года получил свободу и возвратился в свою полубригаду. Сражался с 1797 по 1801 годы в Рейнской, Гельветической и Дунайской армиях. Участвовал в сражении при Гогенлиндене. В 1803 году вместе с 103-й определён в Армию Ганновера. 31 декабря 1804 года возглавил роту в 103-м полку.
2 сентября 1805 года произведён в командиры батальона 57-го полка линейной пехоты, по прозвищу «Грозный» (фр. Le Terrible). Под началом полковника Ре принимал участие в кампаниях 1805-07 годов в рядах «Железной бригады» генерала Фере 4-го корпуса Великой Армии. Получил пулевые ранения в ногу и левую руку в сражении 2 декабря 1805 года при Аустерлице. Отличился при Эйлау и Гейльсберге.
22 июня 1807 года стал полковником, и был назначен командиром 55-го полка линейной пехоты, который тогда входил в состав дивизии Сент-Илера. 11 ноября 1807 года 55-й полк включён в состав корпуса, предназначенного для вторжения на Пиренейский полуостров. С 1808 по 1813 годы служил в составе Армии Испании. С 7 сентября 1808 года в дивизии Дессоля. сражался при Медина-де-Риосеко, Альмонасиде и Оканье. 16 мая 1811 года ранен пулей в икру в сражении при Ла-Альбуэре. В июле 1812 года служил в дивизии Леваля в Андалусии.
4 сентября 1812 года произведён в бригадные генералы в Южной армии. 16 июля 1813 года назначен командиром 2-й бригады 4-й пехотной дивизии генерала Конру. Дивизия была частью левого крыла Клозеля Пиренейской армии. 28 июля 1813 года в битве при Виллальбе, в ходе обороны Памплоны, Швитер был тяжело ранен пулей в левую ногу, которую пришлось ампутировать. 6 октября 1813 года возвратился во Францию, где оставался без служебного назначения. 31 декабря 1814 года назначен комендантом Лиона.
Во время «Ста дней» присоединился к Наполеону и с 24 апреля 1815 года занимался организацией пехотных полков 1-го военного округа. 11 мая 1815 года назначен военным комендантом Гавра. 31 июля 1815 года оставил свой пост и вернулся домой. 9 декабря 1815 года вышел в отставку по причине ранений. 22 марта 1831 года был помещён в кадровый резерв. 30 апреля 1832 года окончательно вышел в отставку. Умер 11 августа 1839 года в Нанси в возрасте 71 года.

## Воинские звания
- Капрал (31 декабря 1785 года);
- Солдат (6 сентября 1792 года);
- Капрал (11 сентября 1792 года);
- Сержант (23 сентября 1792 года);
- Старший сержант (9 ноября 1792 года);
- Младший лейтенант (18 ноября 1792 года);
- Лейтенант (3 апреля 1793 года);
- Капитан (4 апреля 1793 года);
- Командир батальона (2 сентября 1805 года);
- Полковник (22 июня 1807 года);
- Бригадный генерал (4 сентября 1812 года).

## Титулы

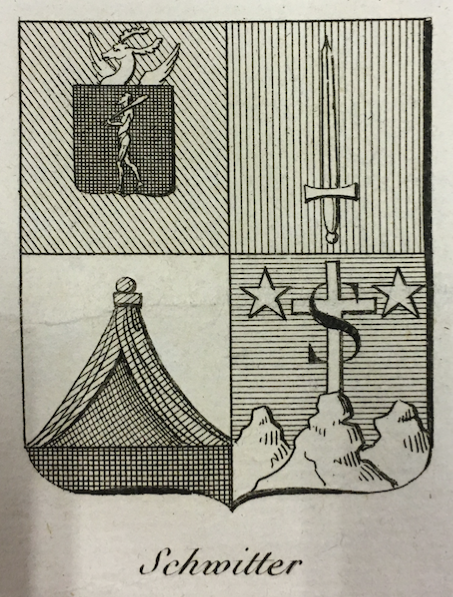
Герб барона

- Барон Швитер и Империи (фр. baron Schwiter et de l'Empire; декрет от 19 марта 1808 года, патент подтверждён 10 сентября 1808 года в [[]])[2].

## Награды
Легионер ордена Почётного легиона (5 ноября 1804 года)
 Офицер ордена Почётного легиона (11 июля 1807 года)
 Кавалер военного ордена Святого Людовика (1 ноября 1814 года)